# Nycteola baeopis
Nycteola baeopis är en fjärilsart som beskrevs av Turner 1906. Nycteola baeopis ingår i släktet Nycteola och familjen trågspinnare. Inga underarter finns listade i Catalogue of Life.